# Clarice Taylor
Clarice Taylor (née le 20 septembre 1917 dans le comté de Buckingham, Virginie, et morte le 30 mai 2011 ) est une actrice américaine.

## Filmographie
- 1969 : Change of Mind : Rose Landis
- 1970 : Dis-moi que tu m'aimes, Junie Moon (Tell Me That You Love Me, Junie Moon) : Minnie
- 1971 : Un frisson dans la nuit (Play Misty for Me) : Birdie
- 1971 : Des amis comme les miens (Such Good Friends) : Mrs. McKay
- 1973 : Five on the Black Hand Side : Gladys Ann Brooks
- 1969 : 1, rue Sésame ("Sesame Street") (série TV) : Harriet (unknown episodes, 1976-1990)
- 1978 : The Wiz : Addaperle, the Good Witch of the North
- 1980 : La Plantation ("Beulah Land") (feuilleton TV) : Lovey
- 1981 : Purlie (TV) : Idella Landy
- 1984 : Nothing Lasts Forever (en) : Lu
- 1984-1992 : Cosby Show (série TV) : Anna Huxtable
- 1993 : Sommersby : Esther
- 1995 : Nicotine (Smoke) : Grandma Ethel
- 1998 : History of the World in Eight Minutes : Renata

Du 20 septembre 1984 au 30 avril 1992 dans la série Cosby Show, Elle était la mère de Cliff.
Cosby Show ou Les Huxtable au Québec (The Cosby Show) est une série télévisée américaine en 201 épisodes de 24 minutes, créée par Bill Cosby et diffusée entre le 20 septembre 1984 et le 30 avril 1992 sur le réseau NBC. En France, la série a été diffusée à partir du 15 avril 1988 sur M6 et rediffusée partiellement en 2006 sur France 3.